# Anadenanthera colubrina
Anadenanthera colubrina är en ärtväxtart som först beskrevs av Vell., och fick sitt nu gällande namn av John Patrick Micklethwait Brenan. Anadenanthera colubrina ingår i släktet Anadenanthera och familjen ärtväxter.

## Underarter
Arten delas in i följande underarter:
- A. c. cebil
- A. c. colubrina

## Bildgalleri

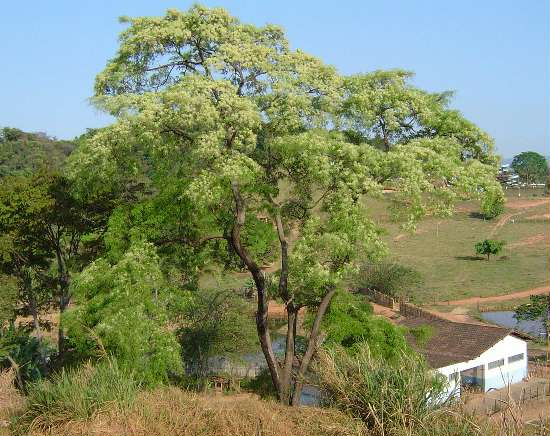
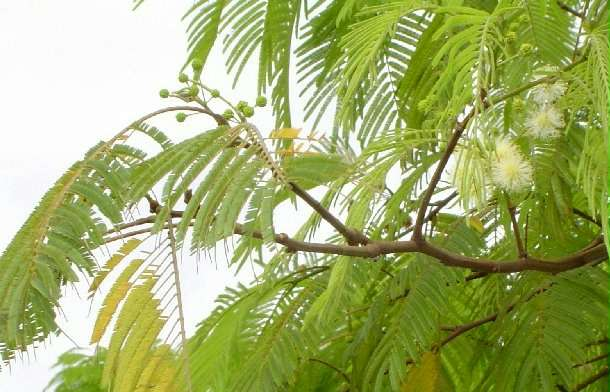
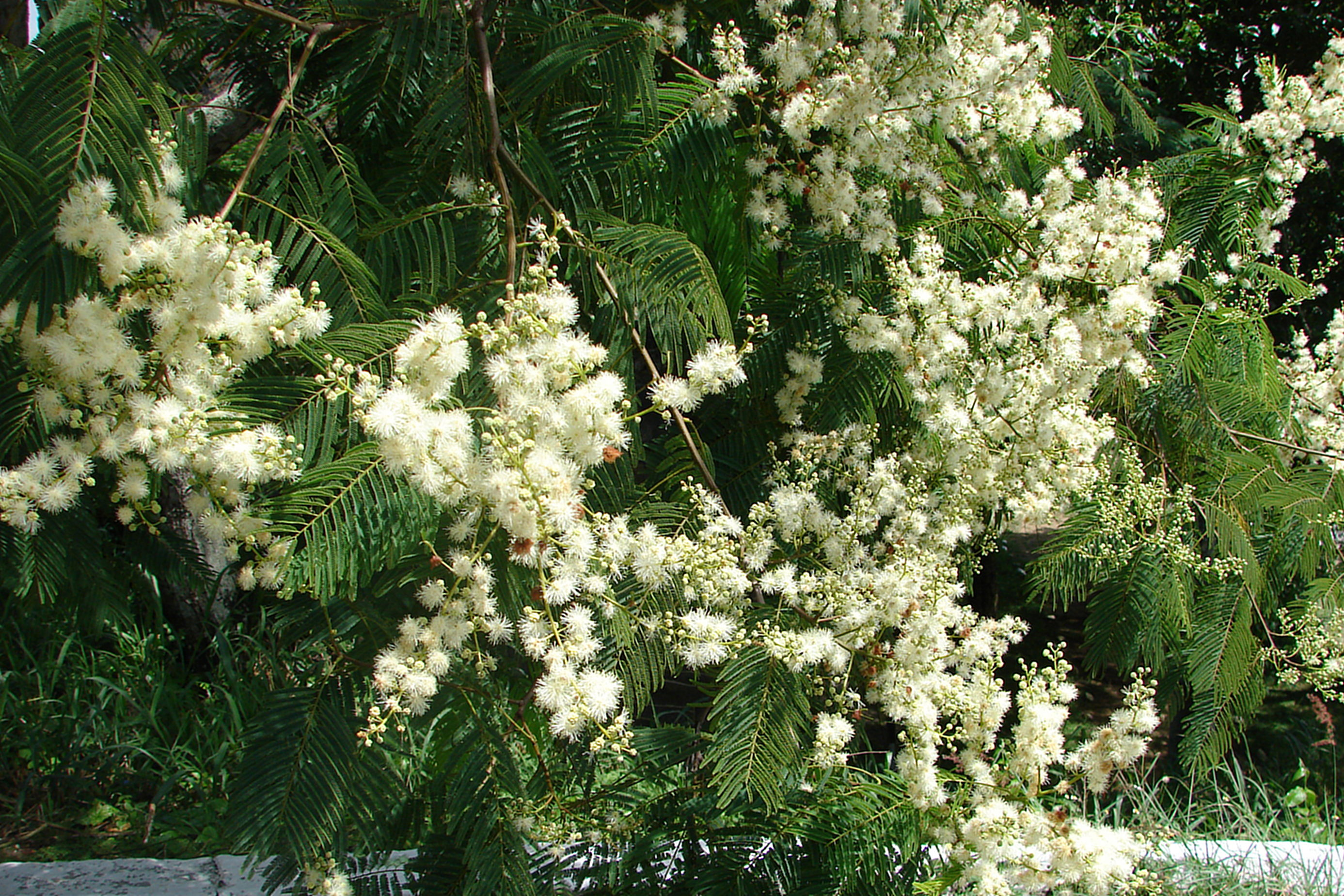
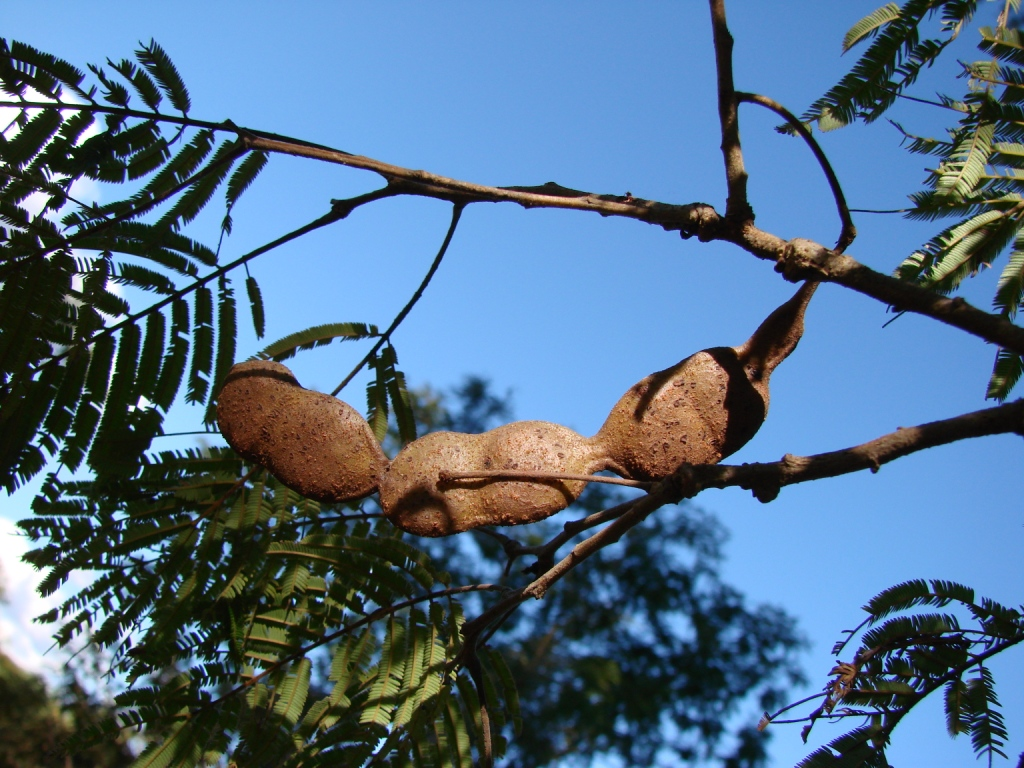
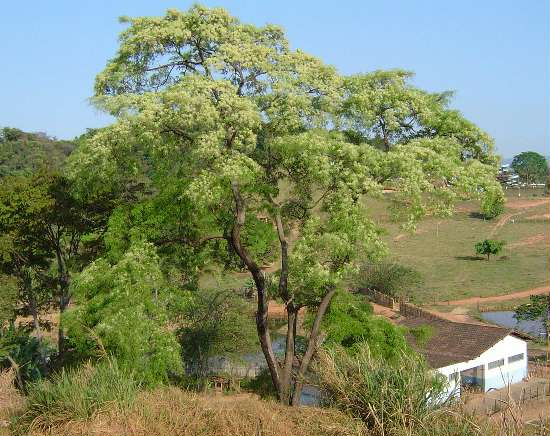
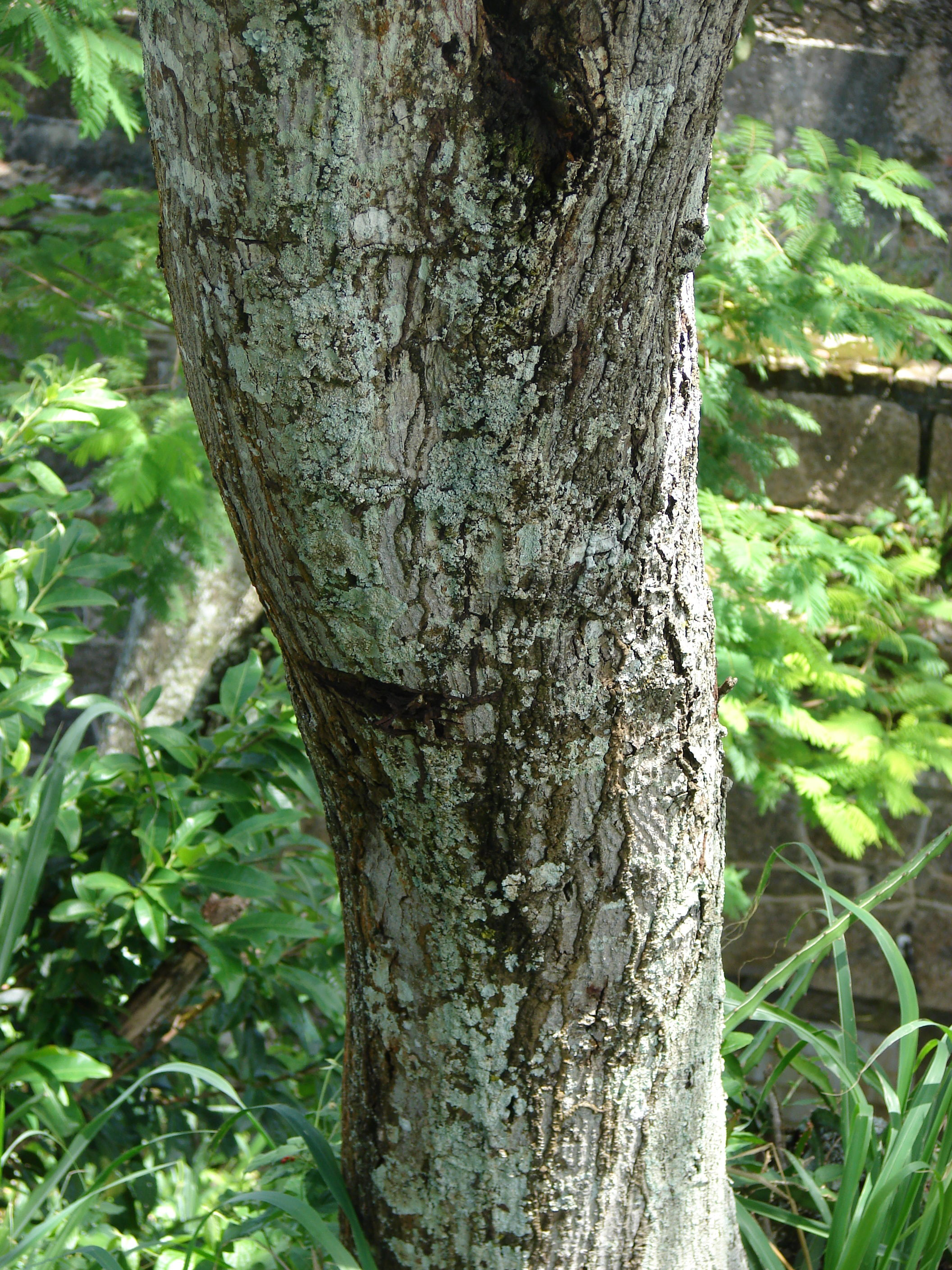